# Abdulrahman Al-Dawsari
Abdulrahman Al-Dawsari (25 de septiembre de 1997) es un futbolista saudí que juega en la demarcación de centrocampista para el Al Qadsiah FC de la Liga Profesional Saudí.

## Selección nacional
Tras jugar en varias categorías inferiores de la selección, finalmente hizo su debut con la selección absoluta de Arabia Saudita el 10 de enero de 2017 en un encuentro amistoso contra Eslovenia que finalizó con un resultado de empate a cero.

## Clubes
| Club                   | País           | Año       | Partidos | Goles |
| ---------------------- | -------------- | --------- | -------- | ----- |
| Al Nassr FC            | Arabia Saudita | 2016-2017 | 14       | 0     |
| Al Taawoun FC (cedido) | Arabia Saudita | 2017-2018 | 10       | 0     |
| Al Nassr FC            | Arabia Saudita | 2018-2021 | 59       | 1     |
| Al Faisaly FC          | Arabia Saudita | 2021-2023 | 68       | 0     |
| Al Qadsiah FC          | Arabia Saudita | 2023-     | 34       | 1     |